# Zakaria Kecchoweli
Zakaria Kecchoweli (gruz. ზაქარია კეცხოველი, ur. 1902, zm. 1970) – radziecki i gruziński polityk, przewodniczący Rady Ministrów Gruzińskiej SRR w latach 1952-1953.
Pracownik naukowy Instytutu Gospodarstwa Rolnego, od 1941 w WKP(b), 1942-1947 wiceprzewodniczący Rady Komisarzy Ludowych/Rady Ministrów Gruzińskiej SRR, 1944-1947 ludowy komisarz/minister przemysłu spożywczego Gruzińskiej SRR, od 26 marca 1947 do 6 kwietnia 1952 I wicepremier Gruzińskiej SRR. Od 6 kwietnia 1952 do 15 kwietnia 1952 premier Gruzińskiej SRR. Od 14 października 1952 do 14 lutego 1956 członek KC KPZR. Od kwietnia do września 1953 minister przemysłu lekkiego i spożywczego Gruzińskiej SRR, następnie do 1956 minister przemysłu towarów spożywczych Gruzińskiej SRR. Odznaczony Orderem Lenina i dwoma Orderami Czerwonego Sztandaru Pracy.